# Heist
Heist (en Hispanoamérica: Bus 657 El escape del siglo y en España: El golpe del siglo), titulada originalmente Bus 657, es una película perteneciente al género de suspense policial, dirigida por Scott Mann y escrita por Stephen Sepher, en conjunto con Cyrus y Max Adams, está basada en una historia original de Sepher. La película está protagonizada por Robert De Niro, Jeffrey Dean Morgan, Kate Bosworth, Morris Chestnut, Dave Bautista, Stephen Sepher Ciro, Tyson Sullivan y Gina Carano. La trama de la película gira en torno al atraco de un casino, por parte de un hombre con una hija muy enferma, que necesita el dinero para pagar su tratamiento médico.
La película fue lanzada el 13 de noviembre de 2015, por la empresa distribuidora Lionsgate Premiere.

## Sinopsis
Lucas Vaughn, es un padre divorciado con una hija muy enferma. Al agotarse sus opciones para conseguir el dinero para el tratamiento, este planea un atraco de entrada y salida, para robar al propietario de un casino, junto a su compañero de trabajo con el fin de conseguir el dinero para pagar el tratamiento para la enfermedad de su hija. Las cosas van mal, y se ven obligados a secuestrar un autobús cuyo número es el 657.

## Reparto
- Jeffrey Dean Morgan como Lucas Vaughn.[4]
- Robert De Niro como Francis "Pope" Silva.[4]
- Kate Bosworth como Sidney Silva.
- Morris Chestnut como Derrick "The Dog" Prince.
- Dave Bautista como Jason Cox.
- Gina Carano como La oficial "Kris" Bajos.
- DB Sweeney como Bernie.
- Mark-Paul Gosselaar como Marconi.
- Stephen Sepher Ciro como Julian Dante.
- Tyson Sullivan como Mickey.
- Christopher Rob Bowen como Eric.

## Producción
El 6 de noviembre de 2013, se anunció oficialmente que Emmett/Furla/Oasis Films adquirió un guion con nombre atraco del bus 757, (en inglés heist script Bus 757) del escritor Stephen Ciro Sepher, para financiar y producir la película. Randall Emmett produciría la película presupuestando 8,9 millones de dólares, en conjunto con George Furla, Alexander Tabrizi y Sepher, el 17 de mayo, se anunció que Robert De Niro  seris la estrella en la película, en el papel principal conocido como "The Pope",  el dueño de un casino cuyo dinero es el objetivo del robo. Scott Mann fue seleccionado para dirigir la película, que Lionsgate distribuiría. el 24 de septiembre, Jeffrey Dean Morgan, Kate Bosworth, Dave Bautista y Gina Carano, se unieron al elenco principal de la película, que también añadió a Max Adams, como un guionista adicional. Morgan interpretaría a un hombre que pone el equipo para robar el casino de Frank "The Pope", y Bosworth interpretaría a la hija de De Niro. El 13 de octubre, el guionista Stephen Ciro Sepher, también fue visto en el set de rodaje, y se confirmó que también estaría involucrado en la película como estrella, más tarde fue confirmado que interpretaria el personaje de Julian Dante, uno de los chicos que roban el casino. Morris Chestnut fue visto en el set el 15 de octubre, pero su casting fue confirmado por la fecha límite del 17 de octubre, y se anunció que haría el papel de Derrick "Dog" Prince, la mano derecha de "The pope" que tiene que llevar el dinero de vuelta antes de que los policías lo incauten y se den cuenta de que está sucio.

### Filmación
El rodaje comenzó el 13 de octubre de 2014, en la ciudad de Mobile, Alabama. El rodaje de la película fue fijado previamente para ser filmado en Baton Rouge, Luisiana. El 13 de octubre, algunos actores fueron vistos en el set de rodaje, ubicado en el bar Hayleys en el centro de Mobile donde podrían filmar. Alrededor del 30 de octubre, según informes, estaban filmando una escena en el bar que involucró a algunos personajes que planeaban un atraco. El 15 de octubre De Niro fue visto filmando en el Crystal Ballroom del hotel The Battle House Hotel, donde el Crystal Ballroom fue convertido en un casino, al estilo de los años 40 llamado "el Casino Swan", propiedad del personaje de De Niro "The Pope". El mismo día el actor Morris Chestnut también fue visto en el set, durante el rodaje de escenas en la esquina de las calles Royal y St. Francis en el centro de la ciudad de Mobile. El 21 de octubre, el rodaje se llevaba a cabo en la calzada, que fue cerrada por la policía de la entrada, hacia el este del túnel Bankhead, al este del parque conmemorativo acorazado USS Alabama.

## Lanzamiento
En octubre de 2014, la película fue vendida a diferentes distribuidores internacionales, incluyendo Lionsgate Internacional para el Reino Unido. La película fue lanzada el 13 de noviembre de 2015, en una versión limitada y en Vídeo bajo demanda.